# 費特普爾縣
費特普爾縣是印度的一個縣，位於該國北部，由北方邦負責管轄，面積4,152平方公里，識字率為58.6%，2011年人口2,675,384，人口密度為每平方公里644人。

## 外部連結
- Fatehpur district official website （页面存档备份，存于）
- Fatehpur district blog （页面存档备份，存于）